# Mansakonko Area Council
Der Mansakonko Area Council (MAC, Schreibvariante: Mansa Konko Area Council) ist der Regionalrat der Lower River Region im westafrikanischen Staat Gambia mit Sitz in Mansa Konko. Den Rat führt ein Vorsteher (englisch Chairman) an. Seit den Regionalwahlen in Gambia 2018 am 12. Mai 2018, ist Landing Sanneh (United Democratic Party) Amtsinhaber dieser Position.

## Geschichte
Bei den Regionalwahlen 2018 sind folgende Ratsmitglieder gewählt: Sainey Jadama (UDP), Momodou Manneh (UDP), Sidisi Dibba (UDP), Ousman K. Sowe (GDC), Sulayman Sanneh (UDP), Bakary Korita (UDP), Nfamara Saidykaan (UDP), Bakary Fadera (UDP), Tumbul Krubally (GDC), Abdoulie Camara (GDC), Sira Sabally (GDC) und Almamo A. K. Ceesay (UDP).